# Gozdowo (gemeente)
De gemeente Gozdowo is een landgemeente in het Poolse woiwodschap Mazovië, in powiat Sierpecki.
De zetel van de gemeente is in Gozdowo.
Op 30 juni 2004 telde de gemeente 6083 inwoners.

## Oppervlakte gegevens
In 2002 bedroeg de totale oppervlakte van gemeente Gozdowo 126,7 km², waarvan:
- agrarisch gebied: 83%
- bossen: 10%

De gemeente beslaat 14,86% van de totale oppervlakte van de powiat.

## Demografie
Stand op 30 juni 2004:
| Omschrijving                   | Totaal | Totaal | Vrouwen | Vrouwen | Mannen | Mannen |
| ------------------------------ | ------ | ------ | ------- | ------- | ------ | ------ |
| eenheid                        | aantal | %      | aantal  | %       | aantal | %      |
| inwoners                       | 6083   | 100    | 3064    | 50,4    | 3019   | 49,6   |
| bevolkingsdichtheid (inw./km²) | 48     | 48     | 24,2    | 24,2    | 23,8   | 23,8   |

In 2002 bedroeg het gemiddelde inkomen per inwoner 1473,46 zł.

## Administratieve plaatsen (sołectwo)
Antoniewo, Białuty, Bombalice, Bonisław, Bronoszewice, Cetlin, Czachorowo, Dzięgielewo, Głuchowo, Golejewo, Gozdowo, Kolczyn, Kowalewo-Boguszyce, Kowalewo Podborne, Kowalewo-Skorupki, Kozice-Smorzewo, Kuniewo, Kurówko, Lelice, Łysakowo, Miodusy, Ostrowy, Reczewo, Rempin, Rękawczyn, Rogienice, Rogieniczki, Rycharcice, Węgrzynowo, Zakrzewko, Zbójno.

## Aangrenzende gemeenten
Bielsk, Brudzeń Duży, Mochowo, Sierpc, Stara Biała, Zawidz